# Цяньси (Бицзе)
Цяньси́ (кит. упр. 大方, пиньинь Dàfāng) — уезд городского округа Бицзе провинции Гуйчжоу (КНР).

## История
Во времена империи Цин в 1666 году была создана Цяньсиская управа (黔西府). В 1683 году она была понижена в статусе до области (黔西州) и подчинена Дадинской управе. В 1687 году Дадинская управа сама была понижена в статусе до области, и обе области стали подчиняться Вэйнинской управе, но в 1729 году Дадинская область вновь была поднята в статусе до управы, и Цяньсиская область опять стала подчиняться её властям. После Синьхайской революции в Китае была проведена реформа структуры административного деления, в результате которой области и управы были упразднены, поэтому в 1913 году Цяньсиская область была расформирована, а в месте пребывания её властей был создан уезд Цяньси.
После вхождения этих мест в состав КНР в 1950 году был создан Специальный район Бицзе (毕节专区), и уезд вошёл в его состав.
В 1970 году Специальный район Бицзе был переименован в Округ Бицзе (毕节地区).
Постановлением Госсовета КНР от 22 октября 2011 года округ Бицзе был преобразован в городской округ.

## Административное деление
Уезд делится на 4 уличных комитета, 15 посёлков и 12 национальных волостей.

## Экономика
Популярной туристической локацией являются террасные поля в деревне Хунху.